# Bertus Meijer
Bertus Meijer (Rotterdam, 26 november 1900 – aldaar, 27 september 1980) was een Nederlandse huisschilder. In zijn vrije tijd schreef hij korte verhalen, romans en enkele dichtbundels. Hij publiceerde in tijdschriften en kranten.

## Levensloop
Bertus Meijer werd geboren in een gereformeerd gezin en bezocht de lagere school met de Bijbel. Hij bezocht na werktijd nog enkele jaren de kunstacademie.
Meijer was achttien jaar toen hij een verhaal naar een jeugdkrant stuurde. A.M. de Jong zag er iets in en stuurde het door naar Het Volk.
Zijn geloof was hij inmiddels verloren en hij richtte zich op het communisme ("in die tijd heel wat anders dan nu, het had iets van een religie"). Hij publiceerde verhalen in de Tribune, het communistische partijblad, verhalen die later gebundeld werden tot zijn boek De woestelingen (1931). De Arbeiderspers gaf in 1930 zijn eerste boek: Arbeiders gevraagd uit, maar het contact met de socialistische wereld was aan het veranderen. Er verscheen een communistisch georiënteerde dichtbundel, die Meijer min of meer op eigen kracht liet uitgeven. 
Meijer was communist. Meijer schreef over de Messias om het geluksgevoel van de voortschrijdende arbeiders onder woorden te brengen. Zijn christelijke opvoeding was daar debet aan. Er kwamen hongerige dichters bij Meijer thuis, ook de in die dagen bekende Harry Domela. De vriendschap met Jef Last bleek van blijvende aard. Meijer's eerste roman Bedreigde stad – een verhaal over een massamoordenaar - zag het licht en achtereenvolgens verschenen de novelle Verzoeking en Micha, romans van verworpenen.

### Bekenden
Meijer kreeg steeds meer bekenden in de kring van linkse schrijvers. Toen in het begin van de jaren dertig het arbeiders-schrijverscollectief “Links Richten” werd opgericht, was Meijer erbij betrokken. Hierin werkten intellectuelen en arbeiders samen om de werkende stand te brengen tot het zelf produceren van literatuur.
Voor het boek Micha bezocht Meijer als zogenaamd lid van de Vreemdelingenpolitie, onder geleide van deze dienst, verschillende hotelletjes en opiumkits op Katendrecht. De Franse filmindustrie liet het oog op dit werk vallen en verzocht hem zijn medewerking. De filmindustrie stapte over op een actueel onderwerp en Meijer werd vergeten. Maar hij bleef schrijven. Meestal ging het om vooroorlogse contracten en bedragen van 300 tot 400 gulden per boek.
Favoriete auteurs van Meijer waren: Fjodor Dostojevski en Georges Simenon. Ook Simon Carmiggelt vond hij erg goed.
In 2005 is in de Nesselande te Rotterdam een wijk gebouwd waarin een straat naar hem werd vernoemd: de Bertus Meijerstraat.

## Werk
- Worstelingen: opstandige verhalen (De Arbeiderspers, 1931)
- Verzet: gedichten (Links richten, 1931)
- Bedreigde stad (NV Uitgevers maatschappij ENUM, 1944)
- Verzoeking (Amsterdamsche Boek- en Courantmij, 1946)
- Micha: roman van verworpenen (Leidsche Uitgeversmij., 1950)
- Een bekentenis (Stols, 1955)
- Van onder op!: Vooroorlogse herinneringen van een Rotterdams arbeider (Rotterdamse Kunststichting, 1971)
- War: tijdschrift voor arbeidersliteratuur
- Arbeiders gevraagd (De Korenaar)
- Onbewoonbaar verklaard (Heijnis)
- Célien (Stols)

## Bron/referentie
- Het Rotterdamsch parool Rotterdam/Rijnmond, maandag 27 september 1965 (pagina 5)
- Profiel bij de Digitale Bibliotheek voor de Nederlandse Letteren (dbnl)

- Digitale Bibliotheek voor de Nederlandse Letteren: meij006
- Nederlandse Thesaurus van Auteursnamen: 07079104X
- Système universitaire de documentation: 144446790
- Virtual International Authority File: 207288062
- WorldCat: E39PBJtRQFpqX8qdWryhJGPhHC